# Дворец бракосочетания (Самара)
Дворец бракосочетания — административное здание в Октябрьском районе г.о. Самара, находящееся по адресу: Молодогвардейская, 238.

## История
Совет министров РСФСР постановлением № 203 от 18 февраля 1964 года предписал создавать органам ЗАГС надлежащие условия для работы, предусматривать в проектах застройки городов и поселков строительство Дворцов Счастья.
В 70-х годах Горисполком и Горком партии города принял решение построить для молодых людей города Куйбышева Дворец бракосочетаний. Заказ на проект поступил от горисполкома в начале 1970 года. Архитектор Алексей Герасимов и его руководитель Ваган Каркарьян спроектировали здание в 1971 году. Вот только власти Куйбышева, посчитав смету, отложили проект почти на целое десятилетие, а строился будущий загс несколько лет под видом комбината бытового обслуживания — как пристрой между домами: № 240 по улице Молодогвардейская и № 50 по улице Полевая — пристрой решён в виде двухуровневого подиума, объединяющего два 14-этажных жилых здания (так было легче получать согласования в вышестоящих органах).
18 января 1984 года состоялось торжественное открытие Дворца бракосочетаний Куйбышева — отдела Исполкома Куйбышевского городского Совета народных депутатов.
В первые годы деятельности Дворца было зарегистрировано 12 тысяч семей: в 1984 году было создано 4'222 семьи, в 1985 году — 3'921 пара и 1986 году – 3'854.
Первая реконструкция Дворца прошла в 2009 году. 10 июня 2009 года Дворец бракосочетания вновь распахнул двери для влюбленных пар.
7 августа 2010 года во Дворце бракосочетания зарегистрировано рекордное число браков в день по Самарской области – 67.
В 2016 году была вторая реконструкция.
Проект Дворца бракосочетаний получил диплом II степени на Всероссийском конкурсе лучших архитектурных произведений в 1984 году.

## Характеристики здания
Здание Дворца спроектировано в готическом стиле в виде двух ладоней, соединенных кольцами.
Интерьеры Дворца сделаны из белого мрамора.
Большой торжественный зал украшает витраж из прибалтийского стекла, играющий в солнечных лучах всеми цветами радуги.
В малом каминном зале сразу же привлекает внимание гобелен: на залитой солнцем поляне изображена молодые родители, которые обнимают своего ребенка. Окна каминного зала также украшают витражи.
Холл Дворца бракосочетания украшает гипсовое панно: мужчина и женщина сидят под деревом, олицетворяющим семью и продолжение рода.
Есть также зал для поздравлений.
По состоянию на август 2022 года Дворец бракосочетания, который самарцы называют «Теремок» — второй по трафику ЗАГС — у него 16% от общего траффика интернета.

## Известные браки
- 16 марта 2025, чилийский левый защитник «Крыльев Советов» Томас Гальдамес и его итальянская возлюбленная Джованна Гоглино.

## Руководители
- 1984—1988 — Лилия Григорьевна Ковалёва
- 1988—2003 — Ольга Викторовна Зуйкова
- 2009—2016 — Наталия Дмитриевна Овчинникова
- 2018—н. в. — Юлия Владимировна Бурова